# Lacconectus spangleri
Lacconectus spangleri är en skalbaggsart som beskrevs av Michel Brancucci 1986. Lacconectus spangleri ingår i släktet Lacconectus och familjen dykare. Inga underarter finns listade i Catalogue of Life.